# روبرت الثالث، كونت فلاندرز
روبرت الثالث (1249 - 17 سبتمبر 1322) لُقب بـ روبرت بيثون وأيضا بـ أسد فلاندرز (De Leeuw van Vlaanderen)؛ وكان أيضا كونت نيفير منذ 1273 كـ حاكم مشترك مع زوجته، وكونت فلاندرز من 1305 حتى وفاته.

## حياته
هو الابن البكر لـ غي دي دامبيير، كونت فلاندرز وزوجته الأولى ماتيلدا دي بيثون، والده نقل إليه حكم فلاندرز أساساً منذ 1299 عندما كان في حالة الحرب مع فيليب الرابع ملك فرنسا؛ بحيث وقوع في الأسر هو ووالده في 1300 ولم يتم الإفراج عنه حتى 1305.
اكتسب روبرت بيثون شهرة عسكرية في إيطاليا عندما قاتل بجانب حماه كارلو الأول ملك نابولي بين عامي 1265 و1268 ضد مانفريد وكونرادين من سلالة هوهنشتاوفن، وأيضا شارك بجانب والده في الحملة الصليبية الثامنة في 1270 التي كانت حتى قيادة سان لويس، وبعد عودتهم من الحملة الصليبية ساعد والده سياسياً وعسكرياً ضد محاولات احتلال فيليب الرابع ملك فرنسا الذي حاول إضافة فلاندرز إلى التاج الفرنسي.
غي دي دامبيير كسر كل روابط الإقطاعية مع ملك فرنسا في 1297، بحيث بدأوا في المقاومة ذلك بحيث سمح لنفسه بأن يؤخذ كأسير بجانب والده وشقيقه الأصغر، بحيث كان مسجون في قلعة شينون؛ وفي مايو 1305 بعد وفاة والده في الأسر، سُمح له بالعودة بعد تنفيذ معاهدة أثي-سور-أورج؛ ومع ذلك ابتداءً من 1310 بدأ في مقاومة الفرنسيين جذرياً، بحيث دخول في معارك من جديد لولا من ضغوط من حفيده لويس الثاني، كونت نيفير الذي إقناعه بالذهاب إلى باريس واسترجاع السندات الإقطاعية من ملك الفرنسي، ومع ذلك أحكام المعاهدة السابق وقفت في وجه، وتوفي بعد ذلك بوقت قصير في فرنسا كانت رغبته أن يدفن في التربة الفلمنكية في كاتدرائية سان مارتن في بير، ومع ذلك لم يسمح له بحيث دفن جثمانه في دير فيلين بالقرب من دواي عندما كانتا دواي وليل جزءاً من فلاندرز، وأيضا زوجته الأولى مدفونة في هذا الدير.

## الزواج والأبناء
- تزوج روبرت من بلانش (توفيت.1269)[1] ابنة كارلو الأول ملك صقلية وبياتريس من بروفانس؛ وأنجبت له ابن واحداً:-
  - شارل، ولد في 1265 توفي صغيراً.
- تزوج من يولاندا دي بورغندي، كونتيسة نيفير (توفيت.1280)[1] ابنة أودو، كونت نيفير؛ وأنجبت له خمسة أبناء:-
  - لويس الأول، كونت نيفير وريثل (1322-1272)؛[3] هو والد لويس الأول، كونت فلاندرز.
  - روبرت، سيد مارل وكاسيل (توفي.1331)؛[4] تزوج من يولاندا ابنة آرثر الثاني، دوق بريتاني ويولاندا دي درو، كونتيسة مونتفورت؛ وأنجبت له:-
    - جان، سيد كاسيل (توفي.1332).
    - يولاندا (1395-1331)؛ تزوجت من هنري الرابع دي بار.

  - جوان (توفيت.1333)؛ تزوجت من إنغيراند الرابع، سيد كوسي.[5]
  - يولاندا (توفيت.1313)؛ تزوجت من واتير الثاني دي إنيغين.
  - ماتيلدا؛ تزوجت من ماثيو دي لورين، لورد فاسبرغ.